# روبرتو کارلوس (خواننده)
روبرتو کارلوس (پرتغالی: Roberto Carlos؛ زادهٔ ۱۹ آوریل ۱۹۴۱) خواننده، ترانه‌سرا و بازیگر اهل برزیل است.
لقب او «سلطان موسیقی لاتین» یا به‌اختصار «سلطان» است. روبرتو کارلوس پرفروش‌ترین هنرمند موسیقی آمریکای لاتین در تاریخ است. او یکی از تأثیرگذارترین هنرمندان برزیل محسوب می‌شود و بسیاری از هنرمندان و گروه‌های موسیقی از او به عنوان منبع الهام یاد می‌کنند. دارایی خالص او ۱۶۰ میلیون دلار آمریکا تخمین زده می‌شود.
از فیلم‌هایی که وی در آن‌ها نقش داشته‌است، می‌توان به پیمان ددمنشانه: قتل دانیلا پریس اشاره نمود. وی همچنین برندهٔ جوایزی همچون جایزه گرمی شده‌است.